# Phlomis chimerae
Phlomis chimerae là một loài thực vật có hoa trong họ Hoa môi. Loài này được Boissieu miêu tả khoa học đầu tiên năm 1896.